# Механофілія
Механофілія (або мехофілія  ) — це парафілія, що включає сексуальний потяг до таких машин, як велосипеди,  автомобілі,   гелікоптери  та літаки. 
У деяких країнах механофілія розглядається як злочин, а винних після судового переслідування вносять до реєстру сексуальних злочинців.  Мотоцикли часто зображуються як сексуальні об’єкти фетишу для тих, хто їх бажає. 

## Інциденти
У 2015 році чоловік у Таїланді був зафіксований камерою відеоспостереження, коли він мастурбував себе на передній частині Porsche. 
У 2008 році американець на ім'я Едвард Сміт зізнався, що займався сексом з 1000 автомобілями та гелікоптером, який використовувався в телешоу Airwolf. 

У 2023 році у Києві чоловік мастурбував на BMW посеред дороги. 

## Мистецтво, культура та дизайн

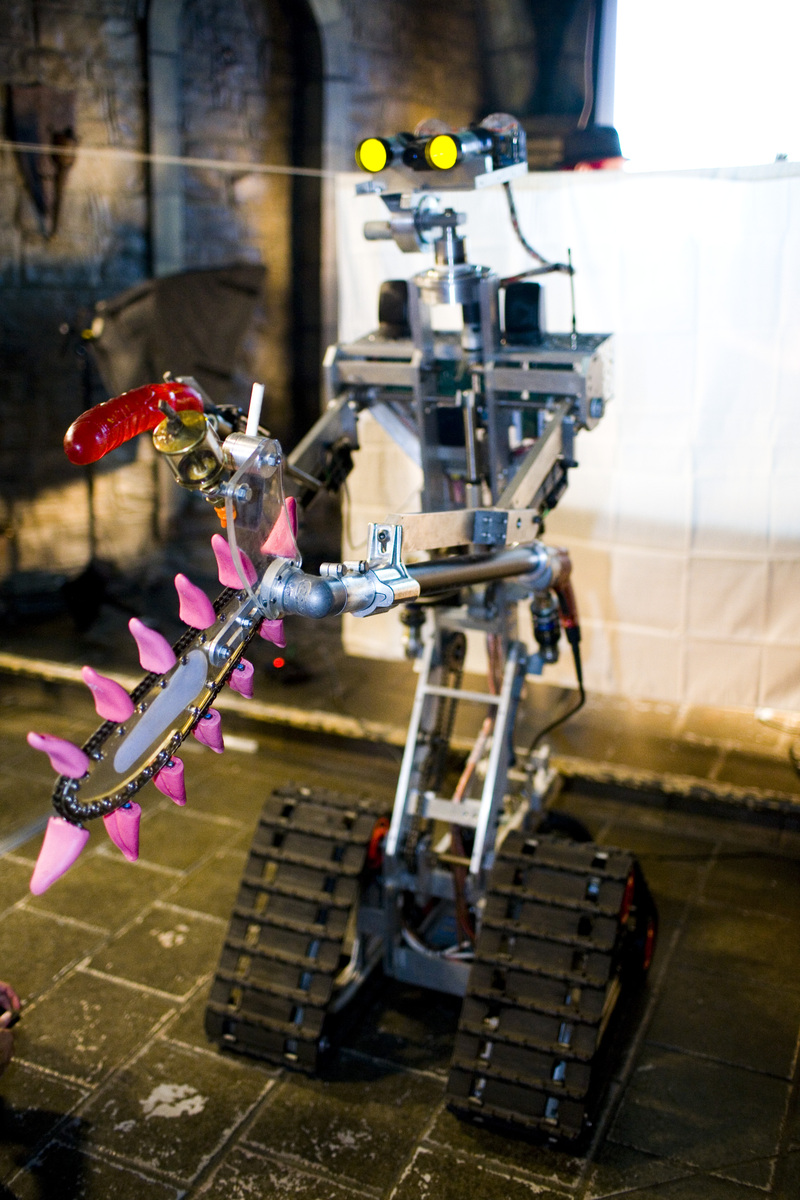
«Fuckzilla», механофільне творіння Ass Elektronika.

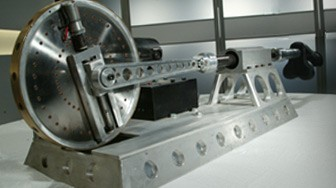
Intruder MK II, секс-машина, показана на Fucking Machines.

Механофілія використовувалася для опису важливих робіт ранніх модерністів, зокрема в «Ексцентричному маніфесті» (1922),  написаному Леонідом Траубергом, Сергієм Юткевичем, Григорієм Козінцевим та іншими   – членами Фабрики ексцентричного актора, модерністського авангардного руху, що охоплював російський футуризм і конструктивізм.
Термін увійшов до сфери наукової та популярної фантастики. 
Науково, в Biophilia – Зв’язок людини з іншими видами Едварда О. Вілсона, Вілсона цитують, описуючи механофілію, любов до машин, як «особливий випадок біофілії » , тоді як такі психологи, як Еріх Фромм, бачать це як форму некрофілії. 
Кажуть, що такі дизайнери, як Френсіс Пікабіа та Філіппо Томмазо Марінетті, розробляли сексуальну привабливість автомобілів. 
Культурно критики описують це явище як «всепроникаюче» у сучасному західному суспільстві, і що воно, здається, переповнює його та (надто часто) наші судження.  Хоча не всі такі види використання машин мають сексуальні наміри, термін також використовується для конкретної ерогенної фіксації на механізмах  і доводиться до крайності в жорсткій порнографії, як Fucking Machines.  Це головним чином стосується сексуального проникнення у жінок машинами для чоловічого споживання , що розглядається як обмеження поточної сексуальної біополітики. 
Ass Elektronika, щорічна конференція, організована австрійським мистецько-філософським колективом monochrom, пропагувала DIY/феміністичний підхід до секс-машин. 
Автори встановили зв’язок між механофілією та маскулінною мілітаризацією, посилаючись на роботи аніматора Ясуо Оцука та Studio Ghibli . 
Французький фільм 1973 року «Великий буф» включає сцену злягання чоловіка та автомобіля, що призводить до фатального результату.
Фільм Девіда Кроненберга «Аварія» 1996 року стосується культу людей, захоплених автокатастрофами.
Французький фільм 2021 року та володар «Золотої пальмової гілки» «Титан» зображує сцени, коли жінка-механофіл займається сексом з автомобілями.

## Документальні фільми
- My Car is My Lover (2008)

## Дивись також
- Гіноїд
- Я закоханий у свою машину
- Секс робот

## Подальше читання
- Агравал, Аніл (2009). Судово-медичні та медико-правові аспекти сексуальних злочинів і незвичайних сексуальних практик . Бока-Ратон, Флорида: CRC Press . стор. 376.ISBN 978-1-4200-4308-2ISBN 978-1-4200-4308-2 .
- Вілсон Едвард О. (1984). Біофілія – Зв'язок людини з іншими видами . Кембридж, Массачусетс: Harvard University Press . стор. 116.ISBN 978-0-674-07441-5ISBN 978-0-674-07441-5 .